# Werentzhouse
Werentzhouse (deutsch Werenzhausen) ist eine französische Gemeinde mit 629 Einwohnern (Stand 1. Januar 2022) im Département Haut-Rhin in der Region Grand Est (bis 2015 Elsass). Sie gehört zum Arrondissement Altkirch, zum Kanton Altkirch und zum Gemeindeverband Sundgau.

## Geografie
Die Gemeinde liegt an der oberen Ill im südlichen Sundgau und ist etwa 17 Kilometer von Altkirch und 20 Kilometer von Basel entfernt.
Nachbargemeinden von Werentzhouse sind Muespach im Nordosten, Fislis im Südosten, Bouxwiller im Südwesten sowie Durmenach im Nordwesten.
Die Gemeinde besaß einen Bahnhof an der Bahnstrecke Altkirch–Ferrette von 1892 an. Der Personenverkehr wurde 1953 stillgelegt. Der letzte Güterzug verkehrte 1968, anschließend wurde die Strecke ab Hirsingue stillgelegt. Das Bahnhofsgebäude ⊙ ist erhalten geblieben und dient heute als Wohnhaus.

## Geologie
Werentzhouse liegt im löss(lehm)bedeckten Sundgauer Tertiärhügelland im Bereich der unter der Lössdecke lagernden Sundgauschotter. Diese sind die Hinterlassenschaft einer einst (im Pliozän und Altpleistozän) über Doubs, Saône und Rhône  zum Mittelmeer entwässernden Ur-Aare. Unter den die (oberen) Talhänge bildenden Sundgauschottern liegen die sandig-mergeligen Schichten der oligozänen Elsässer Molasse (Molasse alsacienne).

## Geschichte
Der Ort taucht in den Urkunden erstmals 1273 als Werneshusen auf. Die Ortsnamenendung -hausen deutet auf eine viel frühere Entstehung zur Zeit der fränkischen Landnahme oder des frühen fränkischen Landesausbaues hin. Bis 1324 gehörte der Ort zur Grafschaft Pfirt und kam dann durch die Heirat der Johanna von Pfirt mit Herzog Albrecht II. von Österreich an Habsburg. Im Westfälischen Frieden 1648 ging der Ort mit dem ganzen elsässischen Besitz der Habsburger an die französische Krone. Von 1871 bis 1918 gehörte der Ort zum Reichsland Elsass-Lothringen.
Kirchlich war Werentzhouse Filial von Luppach, später von Bouxwiller. Erst 1820 wurde es eigenständige Pfarrgemeinde.

## Bevölkerungsentwicklung
| Jahr      | 1962 | 1968 | 1975 | 1982 | 1990 | 1999 | 2007 | 2018 |
| Einwohner | 354  | 357  | 401  | 421  | 462  | 555  | 587  | 566  |

## Bauwerke
Die Kirche von 1863 ist  ein Bauwerk des Second Empire (des Zweiten Kaiserreichs). Der in recht frei gestalteten neuromanischen Formen errichtete Turm besitzt eine nach drei Seiten hin offene Vorhalle. 
Das Schulhaus (Mairie-École) von 1840 ist ein einfacher Walmdachbau, bei dem die beiden Eingänge ausnahmsweise einmal an einer Schmalseite liegen. 
Einige gut erhaltene Fachwerkbauten. Nr. 5 und Nr. 11 an der Grand-Rue sind noch in der altertümlichen Ständerbauweise errichtet und haben auch das altertümlich weitabständige, wenig regelmäßige Fachwerk. -  Dagegen besitzt das 1811 in der neueren Stockwerkbauweise errichtete  Haus Nr. 7 das regelmäßige, auf Symmetrie bedachte Fachwerk des 19. Jahrhunderts. - Das Haus Nr. 8 an der Rue de Bâle aus der Zeit um 1800 hat ebenfalls das regelmäßige, symmetrische Fachwerk und kartuschenartig verzierte Fensterbrüstungen. Die Laube ruht, wie bei der Stockwerkbauweise immer, auf den verlängerten Deckenbalken des Erdgeschosses. -  Eine ähnlich harmonisch gestaltete Giebelseite besitzt das gut restaurierte Haus Grand-Rue Nr. 13.

## Partnerschaft
Partnergemeinde von Werentzhouse ist Vasselay im Département Cher im Westen Frankreichs.